# هاري تريجوبوف
هاري أوسكار تريجوبوف (بالإنجليزية: Harry Oskar Triguboff)‏ (من مواليد 3 مارس 1933) هو مطور عقاري أسترالي، وأحد أغنى أغنياء أستراليا. هو المؤسس والمدير الإداري لشركة Meriton والمعروف باسم "هاري الشاهقة".